# Pont-de-Bonne

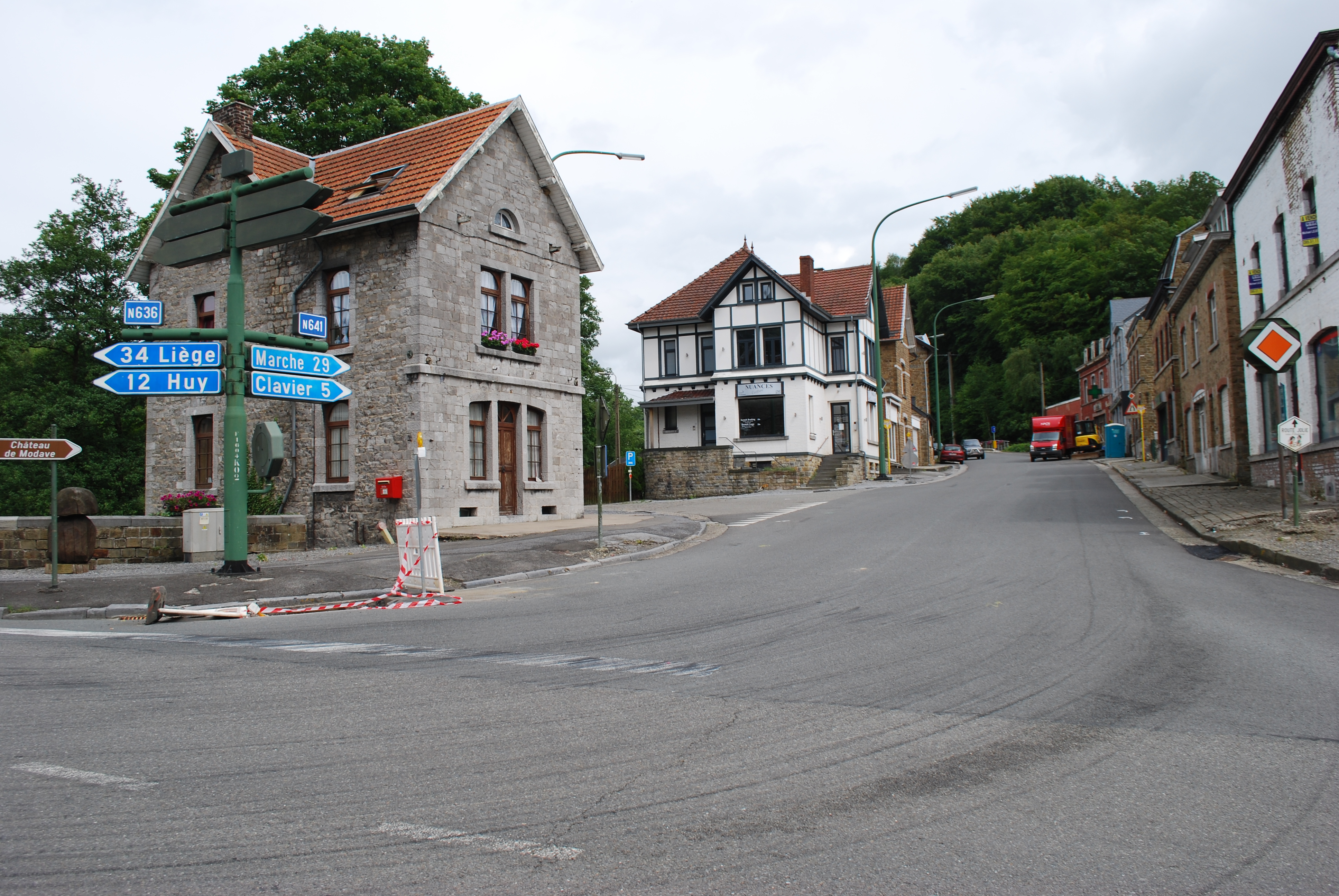
Pont-de-Bonne met zicht op de weg richting Modave

Pont-de-Bonne is een gehucht gesitueerd op de kruising van de N636 (Luik - Dinant) en N641 (Hoei - Marche-en-Famenne) en maakt deel uit van de in de provincie Luik gelegen gemeente Modave. Al voor de gemeentefusies in 1977 was Pont-de-Bonne onderdeel van Modave.
De kern dankt haar naam aan de brug over de Bonne die, komende van Tinlot in de onmiddellijke omgeving uitmondt in de Hoyoux. Beide valleien zijn sterk ingegraven en bebost. Hoei bevindt zich op ongeveer 12 kilometer, en Modave en het kasteel van Modave op circa 2 kilometer.
Op het rotsachtig plateau dat het gehucht domineert, bevond zich een oppidum of vestingwerk van de Condrusi waarvan de oorsprong teruggaat tot in de 1e eeuw v.Chr.
Op het einde van de 19e eeuw groeit Pont-de-Bonne uit tot een toeristisch knooppunt wat zich heden ten dage nog steeds weerspiegelt in een aantal horeca-zaken en wat kleinhandel in de onmiddellijke omgeving van het kruispunt.
Stroomopwaarts de Hoyoux bevindt zich een waterwinning die in 1922 in gebruik werd genomen en geëxploiteerd wordt door het intercommunaal waterleidingbedrijf Vivaqua. Deze levert dagelijks - afhankelijk van de stand van de grondwaterlaag - tussen 53.000 en 80.000 m³ water aan het Brussels Hoofdstedelijk Gewest en is daarmee de belangrijkste grondwaterwinning in België..
Pont-de-Bonne wordt eveneens doorkruist door het Grote Routepad 576 en de voormalige spoorlijn 126 (Statte - Clavier - Ciney) dat nu grotendeels omgevormd werd tot een RAVeL-wandelpad. In de onmiddellijke omgeving van het gehucht lag het station Modave. 